# Fleischwald
Fleischwald ist das zweite Album der deutschen Metal-Band Totenmond und erschien 1998.

## Titelliste
1. Kadavernazion – 8:16
2. Leichen der Liebe – 5:07
3. Tod und Niedergang – 6:32
4. Dekadenz '98 – 3:51
5. Fleischwald – 3:14
6. Das saure Kraut – 5:02
7. Treibjagd – 2:26
8. Der Misanthrop – 2:04
9. Das Beil und der Vater – 3:49
10. Rauhbau – 6:39

## Inhalt
Wie schon bei dem Debütalbum Lichtbringer werden bei Fleischwald morbide Elemente verwendet, so heißt es etwa im Lied Das Beil und der Vater:

„Dein weiches Fett

Es klammert sich

An meinen Mund

Dein schöner Körper öffnet sich

Und blutet mich gesund“

Auch vorzufinden sind religionsfeindliche Elemente, die sich in Sätzen wie „Schlag deinen Glauben in Hölzer / Verflucht die atmen / Schlag deinen Körper an Hölzer – Amen“ (Tod und Niedergang) oder „Gott liebt unser leid / Gott liebt uns’ren Wahnsinn / Gott, Gott, Gott / Uns're Pein“ (Der Misanthrop). Ebenso wird bei dem Lied Kadavernazion Jesus mit Hitler in einem Atemzug genannt:

„Christus – Trug ist Dir heilig

Mit Willen der Freiheit gefesselt

Am Gnadenbrot

Adolf – von Anfang an Lüge

Was bleibt ist süß voller Mord

In meinem Kopf“

## Musikalische Aspekte
Insgesamt lässt sich die Musik als bewusst roh und einfach gestrickt bezeichnen, ist auf dem Album aber nicht einheitlich, sondern unterschiedlich. So „gibt es langsame, harte, knarzende Doom-Kracher […], zum anderen aber auch schnelle, treibende Metalcore-Songs“. Die schnellen und langsamen Lieder sind auch in etwa ausgewogen, sodass keine Richtung überwiegt. Der Stil ist nicht eindeutig zuzuordnen, bewegt sich zwischen Metal und Crustcore, wird aber manchmal auch als Black Metal bezeichnet, der „sich nicht immer in englischer Sprache ausdrücken muß“.
Das Ox-Fanzine bezeichnete die Musik als „wohl der derbste und fett produzierteste Thrash-Killer“, der vor allem durch Direktheit und Sprachgewalt glänze.
Bemängelt wurde jedoch auch, dass das Album immer noch denselben Stil und die gleiche Qualität der beiden Vorgänger besitze und somit wenig neues bringe: „Totenmond, die mit Lichtbringer durch ihre extreme Art des Metals und der deutschen Texte noch für Aufmerksamkeit sorgten, sind berechenbar geworden. Sprachliche Provokation, harte Tempowechsel – alles war schon mal da“.
Das Web-Zine metal.de lobte das Album zwar, da es sich „durchgehend auf einem hohen Niveau“ bewege, bemerkte aber, dass „die beiden Vorläufer Lichtbringer und Väterchen Frost […] jeweils eine Entwicklungstufe dar[stellten], auf der der Sound verfeinert wurde, auf Fleischwald [… jedoch] Stagnation“ herrsche.

## Aufmachung
Als Coverabbildung und Bookletbilder wurden diverse kupferstichartige Zeichnungen verwendet, die Hinrichtungen zeigen, darunter auf dem Cover das Zersägen eines mit den Füßen nach oben an Pflöcken festgebundenen Menschen. Auf einer Zeichnung ist zu sehen, wie ein Mensch auf einen anderen mit einer Axt einschlägt. Auf die CD selbst ist eine Zeichnung des Mondes zu sehen, der wie ein Totenkopf aussieht. Die gesamte Schrift besteht aus fetten Frakturlettern, jedoch wurde überall nur das normale „s“ verwendet.
Gegrüßt werden in Booklet neben einigen Personen einige andere (sowohl Metal- als auch Punk-)Bands wie Eisenvater, Crisis, Within Temptation, Atrocity und Terrorpunker.